# Первая гражданская война в Либерии
Первая гражданская война в Либерии — внутренний конфликт в Либерии в 1989—1996 годах, в ходе которого погибло более 200 тыс. человек. Конфликт был разрешён только после вмешательства ООН и Экономического сообщества западноафриканских государств.

## Предыстория

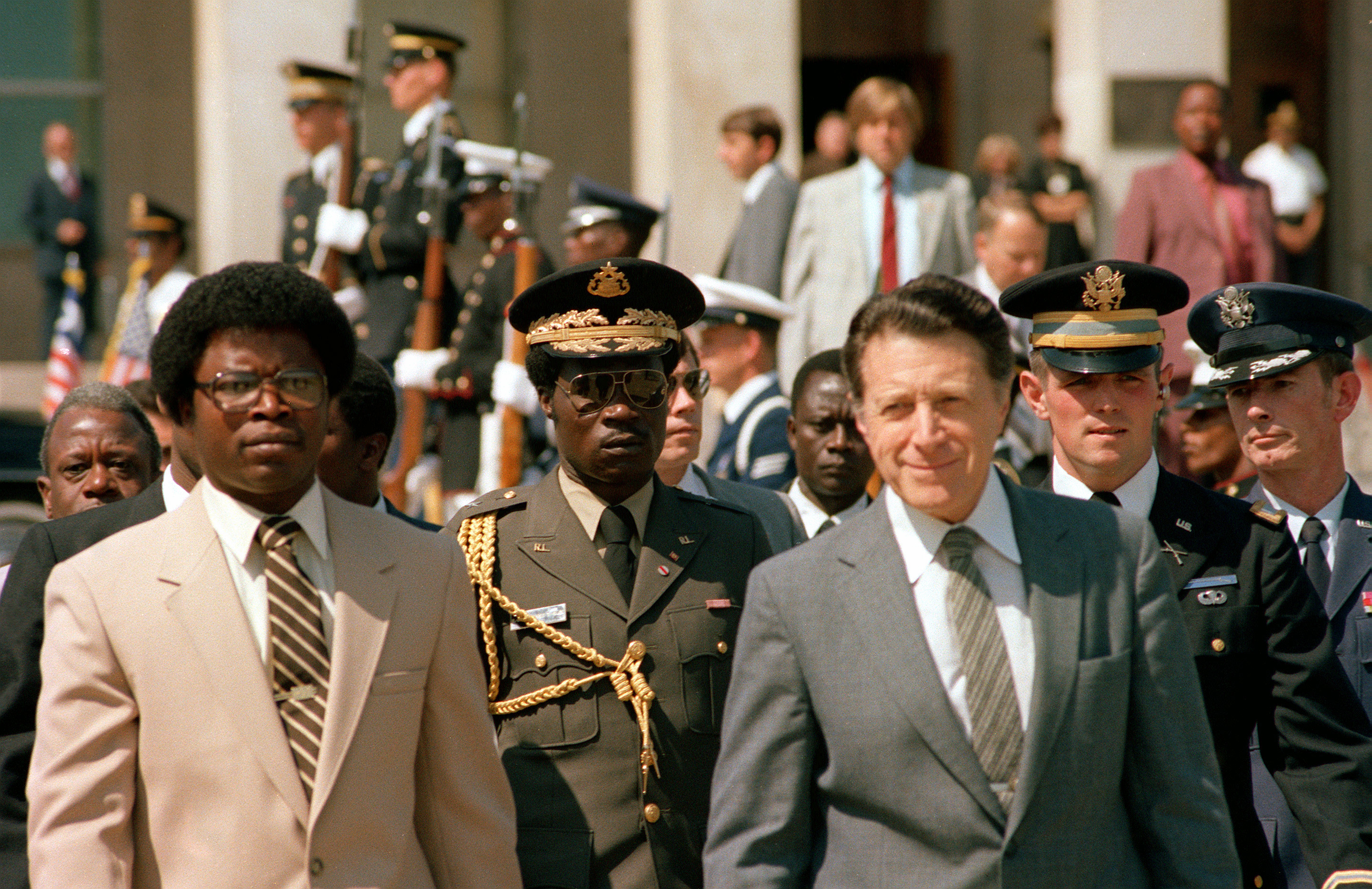
Сэмюэль Доу и министр обороны США Каспар Уайнбергер, Пентагон, 1982.

В 1980 году Сэмюэл Доу пришёл к власти в результате переворота против Уильяма Р. Толберта, став первым президентом Либерии не американо-либерийского происхождения. Доу установил военный режим и первоначально имел широкую поддержку со стороны либерийских коренных племён, которые были исключены из доступа к власти с момента основания страны в 1847 г. освобождёнными американскими рабами.
Надежды на то, что Доу займется реформированием страны, быстро испарились, и Доу занялся подавлением оппозиции, до паранойи опасаясь переворота против себя. Как и было обещано, Доу провёл выборы в 1985 году и выиграл президентские выборы с запасом, позволившим избежать второго тура. Однако международные наблюдатели сочли эти выборы фальсифицированными.
Бывший командующий Вооружённых сил Либерии генерал Томас Квивонкпа, которого Доу понизил в должности и вынудил бежать из страны, попытался свергнуть режим Доу из соседней Сьерра-Леоне. Попытка государственного переворота провалилась, и Квиконкпа был убит и частично съеден. Останки его тела были публично брошены на земле у правительственной резиденции в Монровии.
Вслед за этим Доу начал репрессии в провинциях Нимба и Зулейе на севере страны против племён дан и мано, из которых происходили заговорщики. Эти преследования породили межэтническую напряжённость, тем более что своим соплеменникам из народа кран Доу протежировал.
Чарльз Тейлор, уволенный из правительства Доу по обвинению в растрате, собрал группу повстанцев в Кот-д'Ивуаре (в основном этнических дан и мано), которая позже стала известна как Национально-патриотический фронт Либерии (НПФЛ). Повстанцы вторглись в провинцию Нимба 24 декабря 1989 г. В ответ либерийская армия стала преследовать местное население, нападая на безоружных и сжигая деревни. Многие жители региона спаслись в Гвинее и Кот-д’Ивуаре.

## Ход конфликта

### Наступление Чарльза Тейлора (1989)
Чарльз Тейлор собрал и обучил бойцов-партизан в Кот-д’Ивуаре. Во время режима Доу он получил богатый управленческий опыт, неофициально руководя правительством Либерии. В 1983 году он бежал в Соединённые Штаты незадолго до изгнания Томаса Квивонкпы. Доу просил США выдать Тейлора, обвиняя его в хищении $ 900 000 либерийских государственных денег. Тейлор был арестован в США и после шестнадцати месяцев был освобождён из тюрьмы штата Массачусетс в обстоятельствах, которые до сих пор неясны.
24 декабря 1989 года Чарльз Тейлор и небольшая группа подготовленных в Ливии повстанцев, назвав себя Национальным патриотическим фронтом Либерии (НПФЛ), вступили в провинцию Нимба из Кот-д’Ивуара и атаковали деревни племени бутуо. Повстанцы после рейда отступили в джунгли.
НПФЛ первоначально получили широкую поддержку в Нимбе, где местное население притеснялось правительством Доу. Когда Тейлор и его 100 повстанцев вернулись в Либерию в 1989 году, был канун Рождества, тысячи дан и мано присоединились к ним. Они стали основой повстанческой армии, позднее в НПФЛ стали вливаться представители других народов. Доу в ответ послал два батальона правительственных войск в Нимбу в декабре 1989 — январе 1990 года под командованием полковника Езекии Боуэна.
Правительственные войска действовали по принципу «выжженной земли», чем быстро оттолкнули местных жителей. В стране начались межэтнические столкновения: представители дан и мано начали с оружием нападать на представителей племени кран, поддерживавших Доу. Тысячи мирных жителей были убиты с обеих сторон, сотни тысяч были вынуждены покинуть свои дома.
К маю 1990 года правительственные войска Боуэна вернули себе Гбарнгу, но оставили город в ходе боёв с НПФЛ 28 мая. В июне 1990 года силы Тейлора осадили Монровию. В июле 1990 года сторонник Тейлора Принц Джонсон покинул его и сформировал свой собственный партизанский отряд на основе племени дан и назвал его «Независимый национальный патриотический фронт Либерии» (ННПФЛ). Две повстанческих армии продолжали осаду Монровии. Джонсон сумел взять под контроль часть Монровии, что побудило США эвакуировать своих граждан и дипломатов.

### Вмешательство ЭКОВАС (август 1990)
В августе 1990 года 16 государств-членов ЭКОВАС договорились сформировать объединённые военные силы для ввода в зону конфликта. Впоследствии в контингент вошли и войска из стран ЭКОВАС, в том числе Уганды и Танзании. Целью объединённого контингента было навязать сторонам прекращение огня, помочь либерийцам создать временное правительство до выборов, остановить убийства мирных жителей и обеспечить безопасную эвакуацию иностранных граждан из страны. ЭКОВАС также стремилось не допустить распространения конфликта на соседние государства, которые имели тесные этнические связи с Либерией. ЭКОВАС пытался убедить Доу уйти в отставку и отправиться в изгнание, но, несмотря на его тяжёлое положение — он был блокирован в своём особняке — Доу отказался. Силы ЭКОВАС прибыли в столицу 24 августа 1990 года.

### Пленение и убийство Доу (сентябрь 1990)
9 сентября 1990 года Доу посетил штаб ЭКОВАС в Монровии, чтобы выразить своё возмущение тем, что силы вмешательства после вступления в столицу не вступили в контакт с ним как президентом. Как только Доу покинул свой особняк, повстанцы Джонсона его захватили, а затем напали на свиту Доу. Доу был захвачен и доставлен на базу ННПФЛ в Колдуэлл. Его жестоко пытали, а затем убили и расчленили, сняв на видеоплёнку пытки и казнь Доу Архивная копия от 15 июня 2018 на Wayback Machine.

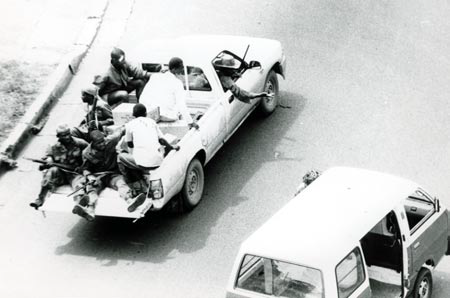
Боевики ННПФЛ Принца Джонсона в Монровии, 1990 год

ННПФЛ Джонсона и НПФЛ Тейлора продолжили бороться за контроль над Монровией. Дисциплина среди бойцов отсутствовала, и кровопролитие во всем столичном регионе усиливалось. Члены ЭКОВАС создали Группу контроля, чтобы восстановить порядок, из 4000 военнослужащих из Нигерии, Ганы, Сьерра-Леоне, Гамбии и Гвинеи. ЭКОВАС сумел добиться согласия Тейлора и Джонсона на вмешательство в конфликт.

### Миротворческие инициативы
Последовала серия миротворческих конференций в региональных столицах: в частности, в ноябре 1990 года в Бамако, в январе 1991 года в Ломе и в июне-октябре 1991 года в Ямусукро, но первые семь мирных конференций провалились. В ноябре 1990 года ЭКОВАС пригласил представителей НПФЛ и ННПФЛ в Банжул, чтобы сформировать правительство национального единства. В итоге было сформировано Временное правительство национального единства (ВПНЕ) под руководством доктора Амоса Сойера, лидера Либерийской народной партии (ЛНП). Епископ Рональд Дигс стал вице-президентом. Тем не менее, НПФЛ Тейлора отказался принять участие в конференции. В течение нескольких дней военные действия возобновились. ЭКОВАС усилил воинский контингент, чтобы защитить временное правительство. Сойер смог установить власть над большей частью Монровии, но остальная часть Либерии находилась в руках разных фракций НПФЛ или местных банд.

### УЛИМО
В июне 1991 года сторонники покойного президента Доу и бывшие солдаты Вооружённых сил Либерии, укрывшиеся в Гвинее и Сьерра-Леоне, образовали Объединённое освободительное движение Либерии за демократию (ULIMO-УЛИМО). Его возглавил Роли Сики, заместитель министра финансов в правительстве Доу.
Войска УЛИМО вошли в западную Либерию в сентябре 1991 года и добились значительных успехов в районах, находящихся под контролем НПФЛ, в частности, вокруг алмазодобывающих областей Лофа и Боми.
С момента своего образования УЛИМО испытывал внутренние противоречия и фактически развалился на две группы боевиков в 1994 году: УЛИМО-Д — фракцию этнических кран во главе с генералом Рузвельтом Джонсоном и УЛИМО-К — фракция мандинго во главе с Эль-Хаджи Крома.

### Нападение на Монровию (1992)
ЭКОВАС убедил Принса Джонсона признать Временное правительство национального единства Амоса Сойера главным источником власти в Либерии. В то же время Тейлор начал наступление на Монровию 15 октября 1992 года, названное «Операция Осьминог». Осада столицы длилась два месяца. К концу декабря войска ЭКОВАС вытеснили НПФЛ в пригороды Монровии.

### УНИМОЛ
В 1993 году при посредничестве ЭКОВАС было достигнуто мирное соглашение в Котону. После этого 22 сентября 1993 года Совет Безопасности ООН учредил Миссию ООН по наблюдению в Либерии (UNIMOL-УНИМОЛ), чтобы поддержать ЭКОВАС в реализации мирного соглашения в Котону. В начале 1994 года УНИМОЛ развернул в Либерии 368 военных наблюдателей и связанных с ними гражданских служащих для контроля над осуществлением соглашения, до выборов, запланированных на февраль/март 1994 года.
Вооружённые столкновения возобновились в мае 1994 года и стали особенно интенсивными в июле и августе. Повстанцы всех фракций стали брать в заложники членов УНИМОЛ. К середине 1994 года гуманитарная ситуация в стране стала катастрофической, 1,8 млн либерийцев нуждались в гуманитарной помощи.
Лидеры воюющих фракций договорились в сентябре 1994 года в Акосомбо о дополнениях к Котонскому договору. Однако ситуация с безопасностью в Либерии оставалась тяжёлой. В октябре 1994 года в лице ЭКОВАС признал нехватку финансирования своей миссии в Либерии и отсутствия воли либерийских комбатантов достичь соглашения о прекращении войны. Совет Безопасности ООН, в свою очередь, сократил число наблюдателей УНИМОЛ до 90 человек, одновременно продлив мандат УНИМОЛ до сентября 1997 года.
В декабре 1994 года воюющие фракции подписали в Аккре соглашение в дополнение к «Соглашению Акосомбо», что, впрочем, не остановило бои.

### Прекращение огня (1995)
В августе 1995 года комбатанты подписали соглашение при посредничестве президента Ганы Джерри Ролингса. На конференции, организованной ЭКОВАС, ООН, США, Европейским Союзом и Организацией африканского единства, Чарльз Тейлор согласился на прекращение огня и признал график демобилизации и разоружения своих войск.
В начале сентября 1995 года три основных полевых командира Либерии — Тейлор, Джордж Боли и Эль-Хаджи Крома — демонстративно встретились в Монровии. Правящий совет из Уилтона Санкавуло, Тейлора, Крома и Боли взяли власть в стране с целью подготовки к выборам, которые были первоначально запланированы на 1996 год.

### Боевые действия в Монровии (1996)
Тяжёлые бои вспыхнули вновь в апреле 1996 года. что привело к эвакуации большинства международных неправительственных организаций и уничтожению большей части Монровии в результате боевых действий.
В августе 1996 года бои завершились Абуджийским соглашением, по которому стороны согласились разоружиться и принять участие в выборах в июле 1997 года. 3 сентября 1996 года Санкавуло во главе правящего совета сменила Рут Перри.

### Выборы 1997 года
Одновременные выборы президента и национального собрания были, наконец, проведены в июле 1997 года. В условиях, едва ли способствовавших свободному голосованию, Тейлор и его НПФЛ одержал убедительную победу над 12 другими кандидатами, получив 75 % голосов. 2 августа 1997 года Рут Перри передала власть избранному президенту Чарльзу Тейлору.

## Последствия
Либерийцы проголосовали за Тейлора в надежде, что прекратит кровопролитие. Насилие в стране снизилось, но беспорядки периодически продолжали вспыхивать. Тейлор, кроме того, был обвинён в поддержке боевиков в соседних странах и направлении денежных средств от продажи алмазов на закупку вооружения для повстанцев, а также на покупку предметов роскоши.
После победы Тейлора беженцы начали возвращаться в Либерию. Но другие лидеры были вынуждены покинуть страну, а часть членов УЛИМО образовали Движение за примирение и демократию (LURD-ЛУРД). ЛУРД начал борьбу в провинции Лоффа с целью дестабилизации правительства и получения контроля над местными алмазными месторождениями, приведшую ко Второй гражданской войне.
Гражданская война 1989—1996 годов унесла жизни более 200 000 либерийцев и заставила миллион беженцев поселиться в лагерях в соседних странах. Целые деревни опустели. В целом гражданская война унесла жизнь каждого семнадцатого жителя страны.